# 辽一酒
辽一酒是辽宁瓦房店出产的一种白酒，为新兴的地方酒种。1990年代末当地成立大连长兴酒庄，以散于民间的传统酿造技艺恢复了停产数十载的白酒，并兼产黄酒和葡萄酒。几番改制后，白酒厂为民企大连弘丰基业收购，并以产品名将酒厂易名为辽一酒厂，进一步提升了质量。辽一酒乃以高粱、玉米面、小麦粉、大米、黄米、酒糟等为原料，用高温大曲、高温堆积发酵、高温流酒、长期发酵、长期储存的“三高二长”工艺酿成的兼香型白酒；因香味特殊，在当地又被称为“辽香”型。